# مگی جیلنهال
مارگلیت روث «مگی» جیلنهال (انگلیسی: Margalit Ruth Gyllenhaal؛ زادهٔ ۱۶ نوامبر ۱۹۷۷) بازیگر و فیلم‌ساز آمریکایی است. او دختر فیلم‌سازان استیون جیلنهال و نائومی فونر جیلنهال و خواهر بزرگتر بازیگر جیک جیلنهال است.
جیلنهال کار خود را در نوجوانی با نقش‌های کوتاه در چندین فیلم پدرش آغاز کرد و با برادرش در فیلم دانی دارکو (۲۰۰۱) ظاهر شد. او سپس در اقتباس، اعترافات یک ذهن خطرناک (هر دو ۲۰۰۲) و لبخند مونا لیزا (۲۰۰۳) ظاهر شد. جیلنهال به خاطر بازی در نقش اصلی کمدی عاشقانهٔ شهوانی منشی (۲۰۰۲) و درام شری‌بیبی (۲۰۰۶) مورد توجه منتقدان قرار گرفت و برای هر یک نامزد جوایز گلدن گلوب شد. پس از حضور در چندین فیلم از دید تجاری موفق در سال ۲۰۰۶، از جمله مرکز تجارت جهانی، او برای بازی در نقش ریچل داوز در فیلم ابرقهرمانی شوالیه تاریکی (۲۰۰۸) نگاه‌ها را بیشتر به خود جلب کرد.
جیلنهال برای بازی در نقش مادر مجرد در فیلم دل دیوانه (۲۰۰۹) نامزد جایزه اسکار بهترین بازیگر نقش مکمل زن شد. او سپس در کمدی‌ها و درام‌های ننی مک‌فی و بیگ بنگ (۲۰۱۰)، هیستری (۲۰۱۱) و عقب‌نشینی نمی‌کنم (۲۰۱۲) نقش اصلی را بازی کرد. از دیگر نقش‌های او می‌توان به مأمور سرویس مخفی در فیلم اکشن و هیجان‌انگیز سقوط کاخ سفید (۲۰۱۳)، موسیقی‌دانس در فرانک (۲۰۱۴) و نقشی در مربی مهدکودک (۲۰۱۸) اشاره کرد. در سال ۲۰۲۱، جیلنهال نخستین کار نویسندگی و کارگردانی خود را با درام روانشناختی دختر گمشده تجربه کرد که برای آن جایزه بهترین فیلم‌نامه جشنواره فیلم ونیز را دریافت کرد و نامزد جایزه اسکار بهترین فیلم‌نامه اقتباسی شد.
جیلنهال از سال ۲۰۰۰ در پنج نمایش تئاتر حضور یافته است. او نخستین حضور خود در برادوی را با احیای نمایش چیز واقعی تجربه کرد. او در چندین مجموعهٔ تلویزیونی، از جمله مینی‌سریال سیاسی-مهیج زن محترم بازی کرده است. او برای بازی در این مینی‌سریال برنده گلدن گلوب بهترین بازیگر زن و نامزد دریافت جایزه امی ساعات پربیننده شد. او همچنین در مجموعهٔ درام تاریخی دوس (۱۹–۲۰۱۷) به ایفای نقش پرداخت و تهیه‌کنندهٔ آن بود. جیلنهال در سال ۲۰۰۹ با بازیگر پیتر سارسگارد ازدواج کرد و آن‌ها دو فرزند دارند.

## آغاز زندگی
جیلنهال در منهتن به دنیا آمد. او دختر نائومی فونر جیلنهال و استیون جیلنهال است. پدرش کارگردان سینما و شاعر و مادرش فیلم‌نامه‌نویس و کارگردان است. پدرش یکی از اعضای خانواده نجیب‌زادهٔ جیلنهال است که اصلیت سوئدی و انگلیسی دارد. نام نخستش در شناسنامه «مارگلیت» است. او تا سال ۲۰۱۳ که نام خانوادگی همسرش را برگزید، این نام را آشکار نکرده بود. مارگالیت (מרגלית) یک کلمه عبری به معنای «مروارید» است. برخی اخبار آن را «مارگولیت» نوشته‌اند. او یک برادر کوچکتر به‌نام جیک دارد که بازیگر است و یک برادر ناتنی از ازدواج دوم پدرش به‌نام لوک.
مادرش از خانواده‌های یهودی اشکنازی است که از روسیه و لهستان مهاجرت کردند. جیلنهال بیان کرده است که او «از دید فرهنگی اکثراً یهودی رشد کرده» و خود را یهودی معرفی می‌کند، اگرچه او در مدرسه عبری شرکت نکرده است. والدین او در سال ۱۹۷۷ ازدواج کردند و در اکتبر ۲۰۰۸ درخواست طلاق دادند.
جیلنهال در لس آنجلس بزرگ شد و در مدرسه مقدماتی هاروارد-وستلیک تحصیل کرد. او چهار ماه را به عنوان دانش‌آموز در مدرسه مونتن گذراند. در سال ۱۹۹۵، او از هاروارد-وستلیک فارغ‌التحصیل شد و به نیویورک نقل مکان کرد تا در دانشگاه کلمبیا تحصیل کند و در آنجا ادبیات و ادیان شرقی را مطالعه کرد. او همچنین برای یک ترم تابستانی در آکادمی سلطنتی هنرهای دراماتیک در لندن، انگلستان، بازیگری را مطالعه کرد.

## زندگی شخصی
در سال ۲۰۰۲، جیلنهال با بازیگر پیتر سارسگارد رابطه برقرار کرد. این دو در آوریل ۲۰۰۶ نامزدی کردند و در ۲ مهٔ ۲۰۰۹ در یک کلیسای کوچک در بریندیزی، ایتالیا ازدواج کردند. آن‌ها دو دختر دارند که در اکتبر ۲۰۰۶ و آوریل ۲۰۱۲ به دنیا آمدند.

## بخشی از فیلم‌شناسی

### سینمایی
- سرزمین آب (۱۹۹۲)
- دانی دارکو (۲۰۰۱)
- ماشین‌سواری با پسرها (۲۰۰۱)
- منشی (۲۰۰۲)
- اقتباس (۲۰۰۲)
- اعترافات یک ذهن خطرناک (۲۰۰۲)
- خانه نوزادان (۲۰۰۳)
- لبخند مونا لیزا (۲۰۰۳)
- مجرم (۲۰۰۴)
- بتمن آغاز می‌کند (۲۰۰۵)
- پایان خوش (۲۰۰۵)
- به مرد اعتماد کن (۲۰۰۵)
- پاریس، دوستت دارم (۲۰۰۶)
- بچه شری (۲۰۰۶)
- خانه هیولا (۲۰۰۶)
- مرکز تجارت جهانی (۲۰۰۶)
- عجیب‌تر از داستان (۲۰۰۶)
- شوالیه تاریکی (۲۰۰۸)
- جایی که می‌رویم (۲۰۰۹)
- دل دیوانه (۲۰۰۹)
- ننی مک‌فی و بیگ بنگ (۲۰۱۰)
- هیستری (۲۰۱۱)
- عقب‌نشینی نمی‌کنم (۲۰۱۲)
- سقوط کاخ سفید (۲۰۱۳)
- فرانک (۲۰۱۴)
- رودخانه فاندامنت (۲۰۱۴)
- زن محترم (۲۰۱۴)
- معلم کودکستان (۲۰۱۸)
- دختر گمشده (۲۰۲۱)
- عروس! (۲۰۲۵)
- عالی جدید و شگفت‌انگیز (۲۰۲۵)